# Gerald Frederick Kicanas
Gerald Frederick Kicanas (Chicago, 18 agosto 1941) è un vescovo cattolico statunitense, dal 3 ottobre 2017 vescovo emerito di Tucson e dal 20 marzo 2025 amministratore apostolico della medesima diocesi.

## Biografia
Monsignor Gerald Frederick Kicanas è nato a Chicago, Illinois, il 18 agosto 1941.

### Formazione e ministero sacerdotale
Dopo aver frequentato la scuola elementare della parrocchia dell'Immacolato Concezione a Schubert, ha compiuto gli studi di preparazione al sacerdozio nei seminari diocesani Quigley Preparatory Seminary e Saint Mary of the Lake Seminary, conseguendo nel 1967 il Masters Degree in religione e la licenza in sacra teologia alla University of Saint Mary of the Lake di Mundelin. In seguito ha conseguito un dottorato di ricerca in psicologia dell'educazione e un Master of Education in guidance and counseling dalla Loyola University di Chicago.
Il 27 aprile 1967 è stato ordinato presbitero per l'arcidiocesi di Chicago da monsignor John Patrick Cody. In seguito fu vicario parrocchiale della parrocchia di San Giuseppe a Libertyville dal 1967 al 1969, professore del Quigley Preparatory Seminary South dal 1969 al 1984. Nel contempo ha risieduto prima presso la parrocchia di Santa Clotilde e poi al seminario, essendo anche cappellano dell'Audy Home for Children. Nel 1978, è stato nominato rettore del Quigley Preparatory Seminary, incarico che ha ricoperto fino al 1984. Dal 1984 al 1995 è stato rettore del seminario di Mundelein, nella University of Saint Mary of the Lake. È stato anche assistente sociale per Catholic Charities, cappellano della Chicago Parental School e docente di psicologia clinica alla Loyola University di Chicago.

### Ministero episcopale
Il 24 gennaio 1995 papa Giovanni Paolo II lo ha nominato vescovo ausiliare di Chicago e titolare di Bela. Ha ricevuto l'ordinazione episcopale il 20 marzo successivo nella cattedrale del Santo Nome a Chicago dal cardinale Joseph Louis Bernardin, arcivescovo metropolita di Chicago, co-consacranti i vescovi ausiliari Alfred Leo Abramowicz e Timothy Joseph Lyne. Come ausiliare, è stato vicario episcopale per il I vicariato. Si è anche occupato delle vocazioni, del diaconato permanente e dell'incoraggiamento del ministero laicale.
Il 30 ottobre 2001 papa Giovanni Paolo II lo ha nominato vescovo coadiutore di Tucson. Ha preso possesso della diocesi il 15 gennaio successivo. Il 7 marzo 2003 è succeduto alla medesima sede. Monsignor Kicanas è stato elogiato per la sua gestione della crisi degli abusi sessuali nella sua diocesi che aveva dichiarato bancarotta a causa degli alti costi di liquidazione.
Nel giugno del 2009 monsignor Kicanas ha parlato all'incontro annuale della tavola rotonda nazionale di leadership nella gestione della Chiesa presso la Wharton School di Filadelfia. Nel suo intervento ha affrontato la necessità di comunicazioni efficaci nella Chiesa cattolica.
Nel maggio del 2012 ha compiuto la visita ad limina.
Il 3 ottobre 2017 papa Francesco ha accettato la sua rinuncia al governo pastorale della diocesi per raggiunti limiti di età. Lo stesso anno è stato eletto presidente del consiglio di amministrazione della National Catholic Educational Association.
Dal 28 settembre 2018 al 23 luglio 2019 è stato amministratore apostolico della diocesi di Las Cruces.
Dal 18 marzo 2025 è amministratore apostolico della diocesi di Tucson.
In seno alla Conferenza dei vescovi cattolici degli Stati Uniti è stato membro della commissione amministrativa, membro del consiglio consultivo nazionale, membro del comitato per il bilancio e le finanze, membro del comitato per le migrazioni, presidente del comitato per le comunicazioni, presidente della sottocommissione per il ministero ecclesiale laico, presidente del comitato per il diaconato, membro del comitato per i laici, membro della commissione per la liturgia, membro della commissione per la formazione sacerdotale e membro del comitato per la dottrina.
Il 13 novembre 2007 è stato eletto vicepresidente della Conferenza dei vescovi cattolici degli Stati Uniti, ricevendo 22 voti in più dell'arcivescovo Timothy Dolan. Il 28 febbraio 2008 la Conferenza lo ha scelto come membro della delegazione americana al dodicesimo Sinodo dei vescovi, che si è tenuto nella Città del Vaticano dal 5 al 26 ottobre sul tema "La Parola di Dio nella vita e nella missione della Chiesa". Il 16 novembre 2010 l'arcivescovo Timothy Dolan è stato eletto presidente della Conferenza episcopale. Era la prima volta che un vicepresidente in carica che si era candidato per la presidenza non è stato eletto. Il 17 novembre 2010 il cardinale Francis Eugene George, presidente uscente della Conferenza dei vescovi cattolici degli Stati Uniti, lo ha nominato presidente del consiglio di amministrazione di Catholic Relief Services.
È stato presidente del consiglio di amministrazione del Centro per la ricerca applicata nell'apostolato (CARA), membro del consiglio di amministrazione del National Pastoral Life Center e membro della Catholic Legal Immigration Network, Inc. (CLINIC).
Nel 2008 è stato insignito del premio Cardinal Joseph Bernardin. Nel 2010 ha ricevuto una laurea honoris causa in scienze umanistiche dalla Lewis University di Romeoville. L'anno successivo ha ricevuto un dottorato onorario in giurisprudenza dall'Università di Notre Dame.

## Genealogia episcopale
La genealogia episcopale è:
- Cardinale Scipione Rebiba
- Cardinale Giulio Antonio Santori
- Cardinale Girolamo Bernerio, O.P.
- Arcivescovo Galeazzo Sanvitale
- Cardinale Ludovico Ludovisi
- Cardinale Luigi Caetani
- Cardinale Ulderico Carpegna
- Cardinale Paluzzo Paluzzi Altieri degli Albertoni
- Papa Benedetto XIII
- Papa Benedetto XIV
- Papa Clemente XIII
- Cardinale Marcantonio Colonna
- Cardinale Giacinto Sigismondo Gerdil, B.
- Cardinale Giulio Maria della Somaglia
- Cardinale Carlo Odescalchi, S.I.
- Cardinale Costantino Patrizi Naro
- Cardinale Lucido Maria Parocchi
- Papa Pio X
- Cardinale Gaetano De Lai
- Cardinale Raffaele Carlo Rossi, O.C.D.
- Arcivescovo Amleto Giovanni Cicognani
- Arcivescovo Paul John Hallinan
- Cardinale Joseph Louis Bernardin
- Vescovo Gerald Frederick Kicanas